# Kim Eiden
Kim Eiden (ur. 15 marca 1997) – luksemburska judoczka.
W 2017 roku zdobyła dwa srebrne medale igrzysk małych państw Europy: w zawodach indywidualnych w wadze do 52 kg i w zawodach drużynowych kobiet. W tym samym roku wystartowała na uniwersjadzie, na której przegrała w ⅛ finału z Włoszką Giulią Perrucci, jednakże kontynuowała rywalizację w repesażach, w których przegrała z Francuzką Laurą Holtzinger i ostatecznie odpadła.
W 2019 ponownie została srebrną medalistką igrzysk małych państw Europy w zawodach indywidualnych do 52 kg.